# Pierre Charpy
 (avril 2017).
Si vous disposez d'ouvrages ou d'articles de référence ou si vous connaissez des sites web de qualité traitant du thème abordé ici, merci de compléter l'article en donnant les références utiles à sa vérifiabilité et en les liant à la section « Notes et références ».
Pour les articles homonymes, voir Charpy.
Pierre Charpy est un joueur français de rugby à XV, puis journaliste. Il est né le 25 mai 1919 à Lyon (Rhône) et mort le 11 février 1988 à Saint-Cloud (Hauts-de-Seine). 

## Biographie
Il joue en tant que deuxième ligne au rugby à XV au sein du PUC, club avec lequel il atteint les demi-finales du championnat en 1947. Il forme une deuxième ligne très respectée avec Louis Adami. Pierre Charpy est un joueur particulièrement rude et engagé.
Il devient ensuite journaliste politique à Paris-Presse, à L'Intransigeant puis à La Lettre de la Nation, l'organe du parti gaulliste. Il est notamment proche de Georges Pompidou. Il participe à de nombreuses émissions de télévision et de radio. Il fait très longtemps partie des invités d'une émission de France Inter diffusée le vendredi soir en compagnie de Jean d'Ormesson, Claude Estier et Roland Leroy.
Une des salles du stade Charléty, la salle Pierre Charpy notamment utilisée par le Paris Volley, porte son nom.

## Décoration
- Officier de l'ordre de l'Économie nationale (1954)[5]